# Grodzisko w Szynwałdzie
Grodzisko w Szynwałdzie – pozostałości grodu na półwyspie nad jeziorem Nogat w pobliżu wsi Szynwałd w województwie kujawsko-pomorskim.
Gród założono na trójkątnym półwyspie na wschodnim brzegu jeziora Nogat, wykorzystując jego naturalne walory obronne. Półwysep ufortyfikowano od strony lądu łukowatym wałem o konstrukcji przekładkowej. Do czasów współczesnych grodzisko ma kształt nawiązujący do trójkątnego kształtu półwyspu. Relikty wału mają wysokość 12 metrów nad poziom wody w jeziorze i 4,5 m nad poziom majdanu. W jego południowej części widoczne jest wklęśnięcie, będące prawdopodobnie pozostałością po bramie wjazdowej. Powierzchnia grodziska wynosi 2100 m², a majdanu - 520 m². Taka proporcja wskazuje na militarny charakter grodu. 

## Historia
Na podstawie badań archeologicznych za czas założenia grodu uważa się koniec pierwszej połowy XI wieku. Wkrótce po powstaniu, w drugiej połowie XI wieku, gród stanowił ważne ogniwo szlaku z Kujaw, przez ziemię chełmińską do Prus, będąc najbardziej na północ wysuniętym grodem Ziemi Chełmińskiej. Gród funkcjonował do końca XI wieku, nie dłużej niż do początków XII wieku. Przypuszcza się, że zniszczenie grodu nastąpiło w wyniku najazdu Prusów.
W XX wieku przeprowadzono na terenie grodziska długotrwałe i systematyczne badania archeologiczne.